# Nowy Świat (powiat poddębicki)
Nowy Świat – wieś w Polsce położona w województwie łódzkim, w powiecie poddębickim, w gminie Zadzim.
Miejscowość położona jest na Wysoczyźnie Łaskiej.
W latach 1975–1998 miejscowość administracyjnie należała do województwa sieradzkiego.
Wieś wchodzi w skład sołectwa Dzierzązna.